# Partido Social-Democrata (Roménia)
O Partido Social-Democrata (Partidul Social Democrat, PSD), fundado em 2001, é um partido político da Roménia, de orientação social-democrata.
Nascido da fusão entre o Partido da Social-Democracia da Roménia e o Partido Social-Democrata Romeno.
Integra o Partido Socialista Europeu e a Internacional Socialista.
A maior figura deste partido é Ion Iliescu, primeiro presidente da Roménia, após o regime comunista, no período de 1989 a 1996, e novamente de 2000 a 2004.
O atual presidente do partido é Victor Ponta, primeiro-ministro da Roménia, eleito em 20 de fevereiro de 2010.

## Nomes dos partidos
- Frente Democrática de Salvação Nacional (1992-1993)
- Partido da Social-Democracia na Roménia (1993-2001)
- Partido Social-Democrata (2001-actualidade)

## Resultados eleitorais

### Eleições legislativas

#### Câmara dos Deputados
| Data | CI.                  | Votos                | %                    | +/-                  | Deputados | +/- | Status   |
| ---- | -------------------- | -------------------- | -------------------- | -------------------- | --------- | --- | -------- |
| 1992 | 1.º                  | 3 015 708            | 27,7 / 100,0         |                      | 117 / 341 |     | Governo  |
| 1996 | 2.º                  | 2 633 860            | 21,5 / 100,0         | 6,2                  | 91 / 343  | 26  | Oposição |
| 2000 | 1.º                  | 3 968 464            | 36,6 / 100,0         | 15,1                 | 155 / 345 | 64  | Governo  |
| 2004 | 1.º                  | 3 730 352            | 36,6 / 100,0         | Estável              | 113 / 332 | 42  | Oposição |
| 2008 | 1.º                  | 2 279 449            | 33,1 / 100,0         | 3,5                  | 110 / 334 | 4   | Governo  |
| 2012 | União Social-Liberal | União Social-Liberal | União Social-Liberal | União Social-Liberal | 150 / 412 | 40  | Governo  |
| 2016 | 1.º                  | 3 204 864            | 45,5 / 100,0         |                      | 154 / 329 | 4   | Governo  |
| 2020 | 1.º                  | 1 705 777            | 28,9 / 100,0         | 16,6                 | 110 / 330 | 44  | Oposição |

#### Senado
| Data | CI.                  | Votos                | %                    | +/-                  | Deputados | +/- | Status   |
| ---- | -------------------- | -------------------- | -------------------- | -------------------- | --------- | --- | -------- |
| 1992 | 1.º                  | 3 102 201            | 28,3 / 100,0         |                      | 49 / 143  |     | Governo  |
| 1996 | 2.º                  | 2 836 011            | 23,1 / 100,0         | 5,2                  | 41 / 143  | 8   | Oposição |
| 2000 | 1.º                  | 4 040 212            | 37,1 / 100,0         | 14,0                 | 65 / 140  | 24  | Governo  |
| 2004 | 1.º                  | 3 798 607            | 37,2 / 100,0         | 0,1                  | 47 / 137  | 18  | Oposição |
| 2008 | 1.º                  | 2 352 968            | 34,2 / 100,0         | 3,0                  | 45 / 137  | 2   | Governo  |
| 2012 | União Social-Liberal | União Social-Liberal | União Social-Liberal | União Social-Liberal | 59 / 176  | 18  | Governo  |
| 2016 | 1.º                  | 3 221 786            | 45,7 / 100,0         |                      | 67 / 136  | 8   | Governo  |
| 2020 | 1.º                  | 1 732 276            | 29,3 / 100,0         | 16,4                 | 47 / 136  | 20  | Oposição |

### Eleições presidenciais
| Data | Candidato       | 1ª Volta | 1ª Volta  | 1ª Volta     | 2ª Volta | 2ª Volta  | 2ª Volta     |
| Data | Candidato       | CI.      | Votos     | %            | CI.      | Votos     | %            |
| ---- | --------------- | -------- | --------- | ------------ | -------- | --------- | ------------ |
| 1992 | Ion Iliescu     | 1.º      | 5 633 465 | 47,2 / 100,0 | 1.º      | 7 393 429 | 61,4 / 100,0 |
| 1996 | Ion Iliescu     | 1.º      | 4 081 093 | 32,3 / 100,0 | 2.º      | 5 914 579 | 45,6 / 100,0 |
| 2000 | Ion Iliescu     | 1.º      | 4 076 273 | 36,4 / 100,0 | 1.º      | 6 696 623 | 66,8 / 100,0 |
| 2004 | Adrian Năstase  | 1.º      | 3 545 236 | 40,9 / 100,0 | 2.º      | 4 881 520 | 48,8 / 100,0 |
| 2009 | Mircea Geoană   | 2.º      | 3 027 838 | 31,2 / 100,0 | 2.º      | 5 205 760 | 49,7 / 100,0 |
| 2014 | Victor Ponta    | 1.º      | 3 836 093 | 40,4 / 100,0 | 2.º      | 5 264 383 | 45,6 / 100,0 |
| 2019 | Viorica Dăncilă | 2.º      | 2 047 141 | 22,7 / 100,0 | 2.º      | 3 339 922 | 33,9 / 100,0 |

### Eleições europeias
| Data | CI.                             | Votos                           | %                               | +/-                             | Deputados | +/-     | Aliança                         |
| ---- | ------------------------------- | ------------------------------- | ------------------------------- | ------------------------------- | --------- | ------- | ------------------------------- |
| 2007 | 2.º                             | 1 184 018                       | 23,1 / 100,0                    |                                 | 10 / 35   |         |                                 |
| 2009 | 1.º                             | 1 504 218                       | 31,1 / 100,0                    | 8,0                             | 10 / 33   | Estável | Aliança com Partido Conservador |
| 2014 | 1.º                             | 2 093 237                       | 37,6 / 100,0                    | 6,5                             | 14 / 32   | 4       | União Social-Democrata          |
| 2019 | 2.º                             | 2 040 765                       | 22,5 / 100,0                    | 15,1                            | 8 / 32    | 6       |                                 |
| 2024 | Coligação Nacional pela Roménia | Coligação Nacional pela Roménia | Coligação Nacional pela Roménia | Coligação Nacional pela Roménia | 11 / 33   | 3       |                                 |